# КК Бели орлови Стокхолм
Кошаркашки клуб Бели орлови Стокхолм (швед. Stockholm Eagles) је шведски кошаркашки клуб из Стокхолма, Шведска. Основали су га српски исељеници 2007. године.

## Историја клуба
Кошаркашки клуб Бели орлови основан је октобра 2007. године на иницијативу неколико кошаркаша и кошаркашких ентузијаста пореклом из Србије и Републике Српске. За председника клуба изабран је Горан Попов. Клуб се налази у јужном делу Стокхолма, а утакмице игра у дворани – "Brännkyrka hallen", популарно названој „Орлово гнездо“. Стокхолмски Бели орлови су најуспешнији српски кошаркашки клуб у дијаспори 
У Шведској постоји седам рангова такмичења, а Орловима је дозвољено да сепочну такмичити у петом или шестом рангу, али уз гаранцију челника клуба да ће допринети популаризацији кошарке у Шведској. Тако је „А тим“ Белих орлова почео такмичења у Другој шведској дивизији (трећи ранг такмичења), док је „Б тим“ почео у Четвртој шведској дивизији (пети ранг такмичења).
У дебитантској сезони – 2008/09. и А и Б тим су освојили прва места у својој дивизији и тиме се пласирали у виши ранг такмичења. У сезони 2009/10 „А тим“ стокхолмских Орлова освојио је друго место у регуларном делу такмичења Прве дивизије са скором 19:3. У четвртфиналу је побеђена Србија из Малмеа, али су Орлови у полуфиналу изгубили од Насјо баскета и нису успели да се пласирају у највиши ранг такмичења. Сезону 2010/2011. Бели орлови завршавају на првом месту са скором 20:2. У полуфинале су победили литвански клуб Хоганас са 72:48. У финалу плеј-офа Орлови су победили Таби баскет са 74:63 и тако освојили прво место у Првој дивизији Шведске, али се због финансијских проблема наредне сезоне нису такмичили у Елитној дивизији Шведске. Исте године „Б тим“ освојио је прво место у Трећој дивизији (четврти ранг такмичења). У сезони 2011/2012 Орлови, предвођени тренером Стефаном Бергманом, завршавају такмичење без пораза са скором 22:0. У плејофу су у финалу победили Хоганас са 80:78, освојили другу титулу и обезбедили пласман у Елитној дивизији. ОУ тој сезони Орлови су остварили најубедљивије победе од оснивања, једну против Драгонса (124:57), а другу против Ескилстунеа (101:37). Тим је био састављен од шест српских, два грчка, два шведска и два америчка играча. У сезони 2012/13. су, због финансијских проблема и великог броја пораза заузели 10. место (од 12 екипа) са скором 7:26. У сезони 2012/13 Орлови су се поново такмичили у другом рангу такмичења. У сезони 2013/14. такмичење је реорганизовано, оформљена је Суперлига – други ранг (укупно 8 екипа) и није се играо плеј-оф. Орлови су освојили прво место са скором 10:4, и тако по трећи пут постали прваци.
Бели Орлови су 2008. први пут играли на Кошаркашком европском првенству српске дијаспоре (КЕПСД), изгубивши у четвртфиналу од екипе Баскет Србија Минхен резултатом 64:62. XVII Кошаркашко европско првенство српске дијаспоре одржано је 2008. године у Стокхолму, а домаћин такмичења били су Орлови. У финалној утакмици су се састали са екипом Косово-Книн из Београда (окупља углавном Србе пореклом из Книнске крајине, а "Косово" у називу односи се на село Косово поље поред Книна). Орлови су победили резултатом 62:56. У полуфиналу је побеђен Синђелић из Гетеборга, док је екипа Косово-Книн била боља од Беобаскета из Дуизбурга. Савез Срба у Шведској

## Спортско друштво Стокхолмски орлови
Након преговора челника кошаркашког клуба Белих орлова и фудбалског клуба Србија, 2011. године формирано је спортско друштво "Стокхолмски орлови". Србија ФФ основана је 1992. године, такође у јужном делу Стокхолма, а своје утакмице игра на стадиону Вастберг ИП (швед. „Västberga IP“). Клуб се тренутно такмичи у Четвртој шведској лиги. Клуб ради и са млађим категоријама, а постоји и женска секција. Такође постоји и омладински рукометни клуб Бели орлови.
И Бели орлови и Србија ФФ су чланови „Српске омладинске организације“ са седиштем у Стокхолму.

## Трофеји
- Национална првенства
  - Прва шведска дивизија (3): 2010/11, 2011/12, 2013/14.
  - Друга шведска дивизија (1): 2008/09.
  - Трећа шведска дивизија (1): 2009/10.
  - Четврта шведска дивизија (1): 2008/09.
- Остала такмичења
  - Кошаркашко европско првенство српске дијаспоре (1): 2013.